# 高洪波 (1965年)
高洪波（1965年7月—），重庆江北人，中华人民共和国政治人物。

## 生平
1965年7月，高洪波出生在四川省重庆市江北县（今江北区）。
1982年9月，高洪波进入四川省重庆市公安局山洞新民警训练班学习，1983年2月毕业后分配至江北区公安分局刑警队成为一名刑警，1985年4月加入中国共产党，1988年12月升任江北区公安分局治安巡警队代理副队长、副队长。1991年1月，高洪波调任江北区公安分局观音桥派出所副政治指导员。
1992年7月，高洪波转任中共四川省重庆市委办公厅保卫处副主任干事、主任干事。
1997年10月，高洪波转任重庆市人民代表大会办公厅秘书、助理调研员，2003年8月升任办公厅副主任。
2006年12月，高洪波成为中共重庆市江北区委常委，次年2月兼任副区长，2016年10月兼任江北嘴中央商务区管委会常务副主任。
2016年10月，高洪波转任中共重庆市北碚区委副书记，次月兼任区委党校校长。
2019年12月，高洪波调任中共重庆市荣昌区委副书记、副区长、代区长，次年1月20日正式出任区长。2022年7月5日，高洪波升任书记。